# Vanessa Low
Vanessa Low OAM (* 17. Juli 1990 in Schwerin) ist eine deutsch-australische Leichtathletin, spezialisiert auf Weitsprung und Sprint in der Klasse T61 (vorm.: T42). Sie ist Paralympics-Siegerin, Welt- und Europameisterin sowie Weltrekordlerin.

## Lebensweg
Low wuchs in Ratzeburg in Schleswig-Holstein auf. Am Abend des 18. Juni 2006 verlor die Schülerin durch einen Unfall auf dem Ratzeburger Bahnhof und den Spätfolgen ihre Beine. Im Gedränge stolperte sie oder wurde auf das Gleis gestoßen, als ein Zug einfuhr. Die ohnehin sportbegeisterte Schülerin verordnete sich als Therapie den Laufsport mit Oberschenkelprothesen und wollte und konnte bereits wieder im Training laufen, als sie noch Gehhilfen nutzte. Low begann, sobald möglich, mit dem Leistungssport und startete 2009 ihre Karriere im deutschen Behindertensport beim TSV Bayer 04 Leverkusen. Sie machte in der Nähe ihrer Trainingsstätte zwischen 2010 und 2013 eine Ausbildung zur Mediengestalterin in Bild und Ton beim Cologne Broadcasting Centre der Mediengruppe RTL Deutschland und arbeitete dort in dieser Zeit als Editorin. 2013 wollte Low ihre sportliche Karriere zunächst beenden, um im Beruf zu arbeiten. Es ergab sich jedoch die Möglichkeit, in die USA zu ziehen und dort in Oklahoma City bei dem Paralympioniken Roderick Green in Vollzeit zu trainieren, um ihr großes sportliches Ziel, Medaillen bei Paralympischen Spielen bei den Sommer-Paralympics 2016 in Rio zu erreichen. Seit 2014 studiert sie daher aus der Ferne im Fernstudiengang Digitale Medien an der Wilhelm Büchner Hochschule. Liiert mit dem australischen Athleten Scott Reardon zog sie nach den Paralympischen Spielen 2016 nach Australien.

## Sportliche Karriere
Bei den IWAS Weltmeisterschaften 2009 in Bangalore wurde sie Weltmeisterin im Weitsprung, stellte dabei mit 3,92 m einen neuen Weltrekord auf und gewann über 100 Meter in 17,80 s die Silbermedaille.
Bei den IPC-Weltmeisterschaften 2011 in Christchurch (Neuseeland) holte sie Bronze über die 100 Meter. Zwei Jahre später holte sie bei den IPC-Weltmeisterschaften in Lyon (Frankreich) erneut Bronze über die 100 Meter sowie Bronze im Weitsprung.
Im August 2012 nahm Low an den Paralympischen Sommerspielen in London teil, wo sie im Weitsprung als Sechste mit 3,93 m und über 100 Meter in 16,78 s Vierte wurde.
2014 verbesserte sie bei den Internationalen Deutschen Meisterschaften (IDM) in Berlin den deutschen Rekord über die 100 Meter auf 15,98 s und wurde damit die zweite oberschenkelamputierte Frau, die die 16,00-Sekunden-Marke unterbieten konnte. Zudem verbesserte sie mehrere Male den Weltrekord im Weitsprung. Im selben Jahr gewann sie bei den IPC-Europameisterschaften Silber über die 100 Meter und Gold im Weitsprung. Sie platzierte sich hierbei vor der amtierenden Weitsprung-Weltmeisterin Martina Caironi aus Italien.
2015 wurde sie mit der Weltrekordweite von 4,79 m Weitsprungweltmeisterin.
2016 errang Low bei den Paralympischen Sommerspielen in Rio de Janeiro die Goldmedaille in neuer Weltrekordweite von 4,93 m im Weitsprung. Ebenfalls in Rio lief sie über 100 Meter im Finale einen neuen deutschen Rekord in 15,17 s und errang damit die Silbermedaille.
Bedingt durch ihren familiären Umzug nach Australien, beschloss Low nach den Spielen 2016 die australische Staatsangehörigkeit anzunehmen und zukünftig für Australien zu starten.
2019 startete Low für Australien bei den Weltmeisterschaften in Dubai und holte mit 4,68 m Gold im Weitsprung.

## Ehrungen

### Sportlich
Für ihre sportlichen Erfolge wurde sie am 1. November 2016 mit dem Silbernen Lorbeerblatt geehrt. Am 26. November 2016 wurde sie in Köln als Behindertensportlerin des Jahres ausgezeichnet. Für ihre Verdienste um den Sport als Goldmedaillengewinner bei den Paralympischen Spielen 2020 in Tokio wurde sie 2022 mit der Medaille des Order of Australia ausgezeichnet.

### Politisch
Am 18. März 2012 nahm Low für die SPD Nordrhein-Westfalen an der Wahl des Bundespräsidenten teil.

## Persönliche Bestleistungen
| Disziplin          | Ort            | Zeit/Weite | Datum              | Anmerkung              |
| ------------------ | -------------- | ---------- | ------------------ | ---------------------- |
| 100 Meter          | Rio de Janeiro | 15,17 s    | 17. September 2016 | Deutscher Rekord       |
| 200 Meter          | Dubai          | 37,04 s    | 16. April 2011     | Deutscher Rekord       |
| Weitsprung         | Rio de Janeiro | 4,93 m     | 10. September 2016 | Weltrekord             |
| Weitsprung (Halle) | Leverkusen     | 4,26 m     | 14. Januar 2012    | Deutscher Hallenrekord |